# Деніел Шмідт
Деніел Шмідт (англ. Daniel Schmidt, яп. シュミット・ダニエル, нар. 3 лютого 1992, Іллінойс) — японський футболіст американського походження, воротар клубу «Вегалта Сендай» та національної збірної Японії.

## Клубна кар'єра
Народився 3 лютого 1992 року в штаті Іллінойс, США. Його батько був американо-німцем, а мати японка. У віці двох років переїхав з родиною до японського міста Сендай. Навчався в Токіо, в Університеті Чуо, де грав за університетську команду. Крім виступів за університетську команду, кілька років перебував в оренді в клубі Джей-ліги «Кавасакі Фронталє», але за основний склад не провів жодного матчу.
У 2014 році підписав професійний контракт з іншим клубом Джей-ліги «Вегалта Сендай», однак перші кілька років виступав в оренді в клубах другого дивізіону, в 2014 і в 2015 роках грав за «Роассо Кумамото», а в 2016 — за «Мацумото Ямага». У вищій лізі Японії дебютував 16 квітня 2017 року, відігравши весь матч проти «Касіма Антлерс», але дебют склався невдало і його команда поступилася з рахунком 1:4. Станом на 2 лютого 2019 року відіграв за команду з міста Сендая 38 матчів в національному чемпіонаті.

## Виступи за збірну
16 листопада 2018 року дебютував в офіційних іграх у складі національної збірної Японії в товариському матчі зі збірною Венесуели (1:1). У грудні увійшов в остаточну заявку збірної Японії для участі в Кубку Азії 2019 року в ОАЕ. На турнірі зіграв один матч, в третьому турі групового етапу проти збірної Узбекистану (2:1) і став з командою срібним призером кубка.
| Дата       | Місто   | Господарі | Результат | Гості      | Турнір                     | Голи | Примітки |
| ---------- | ------- | --------- | --------- | ---------- | -------------------------- | ---- | -------- |
| 16-11-2018 | Ойта    | Японія    | 1 – 1     | Венесуела  | товариський матч           | -1   |          |
| 17-01-2019 | Аль-Айн | Японія    | 2 – 1     | Узбекистан | Кубок Азії 2019 - 1-й етап | -1   |          |
| Усього     |         | Матчів    | 2         |            | Голів                      | -2   |          |

## Титули і досягнення
- Срібний призер Кубка Азії: 2019